# Liste der Stolper- und Gedenksteine in Prag-Josefov

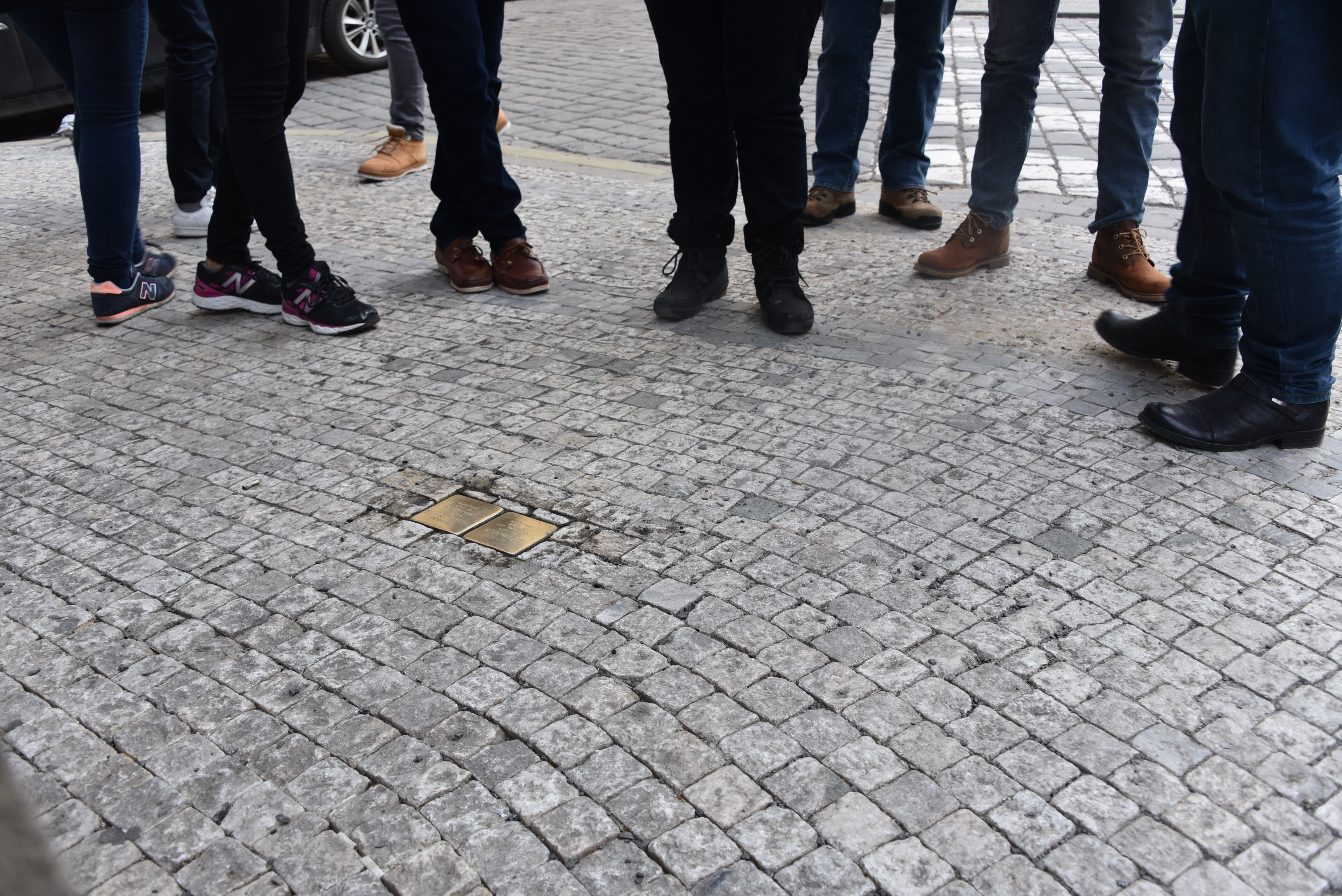
Stolperstein für Eduard Böhm und Hermína Böhmová, nám. Franze Kafky, 2017

Die Liste der Stolpersteine in Prag-Josefov listet die Stolpersteine im Verwaltungsbezirk Josefov in Prag, dem ehemaligen jüdischen Viertel, auf. Die Stolpersteine erinnern an das Schicksal der Menschen, welche von den Nationalsozialisten ermordet, deportiert, vertrieben oder in den Suizid getrieben wurden. Die Stolpersteine werden auf Tschechisch stolpersteine genannt, alternativ auch kameny zmizelých (Steine der Verschwundenen).
Das tschechische Stolpersteinprojekt Stolpersteine.cz wurde 2008 durch die Česká unie židovské mládeže (Tschechische Union jüdischer Jugend) ins Leben gerufen und stand unter der Schirmherrschaft des Prager Bürgermeisters. Die Stolpersteine liegen in der Regel vor dem letzten selbstgewählten Wohnort des Opfers. Die erste Verlegung fand am 8. Oktober 2008 statt, an diesem Tag wurde der Stolperstein für Max Eckstein verlegt.

## Liste der Stolpersteine
Die Tabelle ist teilweise sortierbar; die Grundsortierung erfolgt alphabetisch nach dem Familiennamen.
| Stolperstein                       | Übersetzung | Verlegeort                        | Name, Leben |
| ---------------------------------- | --- | --------------------------------- | --- |
|                                    | HIER WOHNTE ALOIS BERGMANN GEB. 1899 DEPORTIERT 1942 NACH THERESIENSTADT ERMORDET IN BARANAWITSCHY                       | Maiselova 60/3 bzw. Maiselova 3 · | Alois Bergmann wurde am 18. Juni 1899 in Hotzenplotz/Jägerndorf, heute Osoblaha/Okres Bruntál geboren. Seine Eltern waren Samuel und Emma Bergmann. Er war verheiratet mit Beila Bergmannová, geb. Schuminer. Das Paar hatte eine Tochter – Růžena, geboren 1931. 1940 ersuchten Alois Bergmann und seine Frau um ein Leumundszeugnis, da sie eine Ausreise nach Shanghai planten. Zur Ausreise ist es nicht gekommen. Am 2. Juli 1942 wurde Alois Bergmann zusammen mit seiner Frau und seiner Tochter mit dem Transport AAl (seine Nummer auf dem Transport war die 828) von Prag ins Ghetto Theresienstadt deportiert. Am 28. Juli 1942 wurde er (wieder zusammen mit Frau und Tochter) mit dem Transport AAy (seine Nummer auf diesem Transport war die 127) nach Baranawitschy (heute Belarus) deportiert. Alois Bergmann und seine Familie haben die Shoah nicht überlebt. |
|                                    | HIER WOHNTE BEILA BERGMANNOVÁ GEB. 1897 DEPORTIERT 1942 NACH THERESIENSTADT ERMORDET IN BARANAWITSCHY                    | Maiselova 60/3 bzw. Maiselova 3 · | Beila Bergmannová bzw. (dt.) Berta Bergmann wurde am 18. Juli 1897 in Felsztyn/Galizien, heute Skeliwka/Ukraine als Beila Schuminer geboren. Ihre Eltern waren Baruch und Rosa Schuminer. Sie war verheiratet mit Alois Bergmann; das Paar hatte eine Tochter namens Růžena, geboren 1931. 1940 ersuchten Beila Bergmannová und ihr Mann um ein Leumundszeugnis, da sie eine Ausreise nach Shanghai planten. Zur Ausreise ist es nicht gekommen. Am 2. Juli 1942 wurde Beila Bergmann zusammen mit ihrem Mann und ihrer Tochter mit dem Transport AAl (ihre Nummer auf dem Transport war die 827) von Prag ins Ghetto Theresienstadt deportiert. Am 28. Juli 1942 wurde sie (wieder zusammen mit Mann und Tochter) mit dem Transport AAy (ihre Nummer auf diesem Transport war die 126) nach Baranawitschy (heute Belarus) deportiert. Beila Bergmannová und ihre Familie haben die Shoah nicht überlebt. |
|                                    | HIER WOHNTE RŮŽENA BERGMANNOVÁ GEB. 1931 DEPORTIERT 1942 NACH THERESIENSTADT ERMORDET IN BARANAWITSCHY                   | Maiselova 60/3 bzw. Maiselova 3 · | Růžena Bergmannová wurde am 6. Januar 1931 geboren. Ihre Eltern waren Alois und Beila Bergmann. Sie wurde am 2. Juli 1942 zusammen mit ihren Eltern mit dem Transport AAl (ihre Nummer auf dem Transport war die 829) von Prag ins Ghetto Theresienstadt deportiert. Am 28. Juli 1942 wurde sie (wieder zusammen mit ihren Eltern) mit dem Transport AAy (ihre Nummer auf diesem Transport war die 128) nach Baranawitschy (heute Belarus) deportiert. Růžena Bergmannová und ihre Eltern haben die Shoah nicht überlebt. |
|                                    | HIER WOHNTE EDUARD BÖHM GEB. 1874 DEPORTIERT 1941 NACH ŁÓDŹ ERMORDET                                                     | Nám. Franze Kafky 2 ·             | Eduard Böhm wurde am 18. Oktober 1874 in Teplice geboren. Er war der Sohn von Alois Böhm und Eliska Kraus. Er war verheiratet mit Hermína Fischer (auch Fišerová). Das Paar hatte einen Sohn (Jiří, geboren am 19. Dezember 1921). Eduard Böhm war vor der Machtergreifung der Nationalsozialisten in Tschechien Handlungsreisender für eine Textilfabrik. Seine letzte Adresse vor der Deportation war die Kaprová 13. Zusammen mit seiner Frau Hermína wurde er am 26. Oktober 1941 mit dem Transport C (seine Nummer auf dem Transport war die 787) ins Ghetto Litzmannstadt (Łódź) deportiert. Das Paar wurde während des Holocausts ermordet. Sohn Jiří wurde 1940 nach Palästina geschickt, er war einer der Überlebenden des Schiffes Patria. Er schloss sich dem Widerstand an. Nach 1945 kehrte er nach Prag zurück, wo er Vater zweier Kinder, Milan und Jiřina (später verheiratete Matoušková), wurde. |
|                                    | HIER WOHNTE HERMÍNA BÖHMOVÁ GEB. 1881 DEPORTIERT 1941 NACH ŁÓDŹ ERMORDET                                                 | Nám. Franze Kafky 2 ·             | Hermína Böhmová (geb. Fišerová) wurde am 15. März 1881 in Litoměřice geboren. Sie stammte aus einer deutschsprachigen jüdischen Familie. Sie war Lehrerin für Musik und Englisch. Sie heiratete Eduard Böhm. Das Paar hatte ein Kind, den Sohn Jiří. Ihre letzte Adresse vor der Deportation war die Kaprová 13. Zusammen mit ihrem Ehemann wurde sie am 26. Oktober 1941 mit dem Transport C ins Ghetto Litzmannstadt deportiert. Ihre Nummer auf dem Transport war die 788. Das Paar wurde während des Holocausts ermordet. |
|                                    | HIER WOHNTE MAX ECKSTEIN GEB. 1896 DEPORTIERT 1941 NACH ŁÓDŹ ERMORDET                                                    | Jáchymova 63/3 ·                  | Max Eckstein wurde am 17. April 1896 in Liběchov geboren. Er war der Sohn von Ferdinand und Julie Eckstein, und hatte sieben Geschwister. Seine letzte bekannte Adresse in Prag war die Regnartova 4. Er wurde am 26. Oktober 1941 mit dem Transport Transport C ins Ghetto Litzmannstadt deportiert. Seine Nummer auf dem Transport war die 369. Er wurde vom Nazi-Regime ermordet. Mindestens vier seiner Brüder und Schwestern, sowie zwei Neffen und zwei Nichten wurden ebenfalls während der Shoah ermordet. |
|                                    | HIER LEBTE RUDOLF FREUDENFELD GEB. 1903 DEPORTIERT 1942 NACH THERESIENSTADT ERMORDET 1944 IN AUSCHWITZ                   | Elišky Krásnohorské 11/4 ·        | Rudolf Freudenfeld wurde am 4. September 1903 in Beszterec geboren, da sein Vater Sigmund Vítězslav Freudenfeld dort in der österreichisch-ungarischen Armee diente. Seine Mutter war Adéla, geborene Marmorstein. Er hatte drei Brüder (Josef, Gustav und Emil) und drei Schwestern (Margit, Elsa und Charlota). Ab 1905 lebte die Familie in Bosnien und Herzegowina. Rudolf Freudenfeld wurde Schlosser, 1920 heiratete er Marií, geborene Hazsová. Das Paar hatte sieben Kinder: Otta oder Ota; Etela oder Ethel, später verheiratete Waniová; Jiří; Rosemarie; Hildegarda; Josef, auch Pepi genannt, und Anna, später verheiratete Srbová. 1929 zog die Familie nach Prag. Am 3. August 1942 wurde er mit dem Transport AAw von Prag ins KZ Theresienstadt deportiert. Seine Nummer auf dem Transport war die 66. Am 28. September 1944 wurde er mit dem Transport Ek nach Auschwitz deportiert. Seine Nummer auf diesem Transport war die 1782. Er wurde vom Nazi-Regime am Tag der Ankunft in Auschwitz ermordet. Seine Mutter und mindestens drei seiner Geschwister wurden ebenfalls während der Shoah ermordet. Alle sieben Kinder von Rudolf Freudenfeld konnten überleben. |
|                                    | HIER LEBTE ADÉLA FREUDENFELDOVÁ GEB. 1881 DEPORTIERT 1942 NACH THERESIENSTADT ERMORDET 1942 IN AUSCHWITZ                 | Elišky Krásnohorské 11/4 ·        | Adéla Freudenfeldová (geb. Mamorstein) wurde am 11. Juli 1881 in Nové Zámky (Slowakei) als Adela Marmorstein geboren. Sie war die Tochter von Samuel und Jana Johanna Marmorstein. 1898 heiratete sie Sigmund Vítězslav Freudenfeld, geboren am 28. Juli 1874 in Liběšice. Er war Hornist und Trommler im 28. Infanterie-Regiment der österreichisch-ungarischen Armee. Das Paar hatte sieben Kinder: Josef, geboren am 20. Mai 1900; Margit, geboren am 2. Dezember 1901; Rudolf, geboren am 4. September 1903 in Beszterec; Elsa, geboren am 20. Mai 1905; Gustav, geboren am 20. November 1907 in Mostar; Emil, geboren am 20. Oktober 1909 in Mostar und Charlota, geboren am 7. oder 17. Dezember 1911 in Mostar. 1929 zog ein Teil der Familie nach Prag. Hier arbeitete Adéla Freudenfeldová als Krankenschwester für Prager jüdische Familien. Am 2. Juli 1942 wurde Adéla Freudenfeldová mit dem Transport AAl von Prag ins KZ Theresienstadt deportiert. Ihre Nummer auf dem Transport war die 200. Am 26. Oktober 1942 wurde sie mit dem Transport By nach Auschwitz deportiert. Ihre Nummer auf diesem Transport war die 761. Hier wurde sie vom Nazi-Regime ermordet. Ihre Söhne Rudolf, Gustav und Emil und ihre jüngste Tochter Charlota wurden ebenfalls während der Shoah ermordet. Gustav starb am 16. August 1942 in Theresienstadt, Emil Ende des Jahres 1942 in Treblinka, Charlota 1943 in Auschwitz und Rudolf am 28. September 1944, ebenfalls in Auschwitz. |
|                                    | HIER LEBTE ERVÍN FRÖHLICH GEB. 1903 DEPORTIERT 1942 NACH THERESIENSTADT 1943 NACH AUSCHWITZ ERMORDET                     | Pařížská 34 ·                     | Ervín Fröhlich wurde am 18. März 1903 in Prag geboren. Seine Eltern waren Leopold und Pavla Fröhlich. Er hatte eine Schwester namens Irma und war verheiratet mit Vera. Ervín Fröhlich war Facharzt für Innere Medizin und praktizierte in Prag. Er bewohnte eine Wohnung in der Norimberská zusammen mit seiner Mutter und zwei Untermietern (Rudolf Reich und Friedrich Glücklich). Seine Schwester Irma emigrierte in die USA, ihre zwei Töchter verblieben in Prag. Ervín Fröhlich und seine Mutter Pavla Fröhlichová kümmerten sich um die Kinder und konnten ihnen im Oktober 1939 die Ausreise in die USA ermöglichen. Am 20. November 1942 wurde er mit dem Transport Cc von Prag ins Ghetto Theresienstadt deportiert, seine Nummer auf dem Transport war die 266. Von dort wurde er am 20. Januar 1943 mit dem Transport Cq nach Auschwitz deportiert, seine Nummer auf dem Transport war die 539. Ervín Fröhlich wurde hier am 21. Januar 1943 in einer Gaskammer ermordet. Ervíns Fröhlichs Mutter war einige Monate zuvor ebenfalls deportiert worden, sie wurde in Treblinka ermordet. Sein Freund Rudolf Reich wurde 1943 deportiert und noch im selben Jahr in Auschwitz ermordet. Schwester Irma hat überlebt, sie meldete die Ermordung ihres Bruders und ihrer Mutter 1987, zu diesem Zeitpunkt lebte sie in Chicago. Sie war verheiratet mit Max Czerner, sie hatte vier Kinder, darunter Raya Czerner Schapiro (geboren 1934 in Prag, verstorben 2007 in Chicago). |
|                                    | HIER LEBTE PAVLA FRÖHLICHOVÁ GEB. 1876 DEPORTIERT 1942 NACH THERESIENSTADT 1942 NACH TREBLINKA ERMORDET                  | Pařížská 34 ·                     | Pavla Fröhlichová (geb. Porgesová, auch Paula oder Pauline) wurde am 23. Oktober 1876 in Rokycany geboren. Sie war verheiratet mit Leopold Fröhlich, einem Kaufmann (er starb 1936). Das Paar hatte zwei Kinder, Ervín (geboren 1903) und Irma (geboren 1904). Ervín Fröhlich war Facharzt für Innere Medizin, ihrer Tochter Irma und deren Mann gelang zusammen mit dem jüngsten Sohn (dem damals fünf Monate alten Tomachek) gelang die Ausreise in die USA, musste aber ihre zwei Töchter zurücklassen, da sie nur drei Ausreisevisa erhielten. Um die verbliebenen zwei Töchter kümmerten sich Pavla und ihr Sohn. 1939 konnten Pavla Fröhlichová und Ervín Fröhlich den zwei Mädchen die Ausreise in die USA ermöglichen. Am 9. Juli 1942 wurde Pavla Fröhlichová mit dem Transport AAp (ihre Nummer auf dem Transport war die 860) von Prag ins KZ Theresienstadt deportiert. Von dort wurde sie am 19. Oktober 1942 mit dem Transport Bw (ihre Nummer auf dem Transport war die 796) ins Vernichtungslager Treblinka deportiert. Pavla Fröhlichová wurde hier am 23. Oktober 1942, ihrem 66. Geburtstag, vergast. Ihr Sohn Ervín Fröhlich wurde wenige Monate nach ihr auch deportiert und in Auschwitz ermordet. Ihre Tochter Irma konnte überleben und meldete die Ermordung ihres Bruders und ihrer Mutter 1987, zu diesem Zeitpunkt lebte sie in Chicago. Sie war verheiratet mit Max Czerner und wurde noch Mutter zweier weiterer Kinder. Ihre Tochter Raya Czerner Schapiro veröffentlichte zu ihrer Geschichte und der Geschichte ihrer Familie ein Buch Letters from Prague: 1939–1941. |
|                                    | HIER WOHNTE EMÍLIE FUCHSOVÁ GEB. 1883 DEPORTIERT 1942 NACH THERESIENSTADT ERMORDET                                       | Kaprová 16/9 ·                    | Emílie Fuchsová (geb. Löbl) wurde am 28. Oktober 1883 in Prag geboren. Sie war verheiratet mit Oskar Fuchs, das Paar hatte eine Tochter: Hella, geboren 1910. Am 23. Juli 1942 wurde Emílie Fuchsová zusammen mit ihrer Tochter mit dem Transport AAt von Prag ins KZ Theresienstadt deportiert (ihre Nummer auf dem Transport war die 329), von dort wurde sie am 19. Oktober 1944 mit dem Transport Es (ihre Nummer auf diesem Transport war die 429) nach Auschwitz deportiert. Wiederum mit ihrer Tochter. Emílie Fuchsová und ihre Tochter wurden in Auschwitz ermordet. |
|                                    | HIER WOHNTE HELENA FUCHSOVÁ GEB. 1910 DEPORTIERT 1942 NACH THERESIENSTADT ERMORDET                                       | Kaprová 16/9 ·                    | Helena Fuchsová (auch Hella) wurde am 7. November 1910 in Prag geboren. Ihre Eltern waren Oskar Fuchs und Emílie Fuchsová. Am 23. Juli 1942 wurde Helena zusammen mit ihrer Mutter mit dem Transport AAt von Prag ins KZ Theresienstadt deportiert (ihre Nummer auf dem Transport war die 328), von dort wurde sie am 19. Oktober 1944 mit dem Transport Es (ihre Nummer auf diesem Transport war die 23) nach Auschwitz deportiert. Wiederum mit ihrer Mutter. Helena Fuchsová und ihre Mutter wurden in Auschwitz ermordet. |
|                                    | HIER WOHNTE MUDR. OTTO HELLER GEB. 1895 DEPORTIERT 1943 NACH THERESIENSTADT ERMORDET                                     | Bílkova 131/2 ·                   | Dr. Otto Heller (auch Ota Heller) wurde am 2. Juli 1895 geboren. Er war Mediziner und heiratete Johanne, geborene Skallová (1901–1981). Das Paar hatte zumindest eine Tochter. Am 5. Juli 1943 wurde er mit dem Transport De (seine Nummer auf diesem Transport war die 401) ins KZ Theresienstadt deportiert. Von hier wurde er am 6. September 1943 nach Auschwitz deportiert. Ota Heller wurde während der Shoah ermordet. Seine Schwiegermutter Berta Skallován geborene Morgenstern wurde vom Nazi-Regime am 11. Mai 1943 im KZ Theresienstadt ermordet. |
| Bild fehlt, Stein nicht auffindbar | HIER WOHNTE OTA KLEIN GEB. 1895 DEPORTIERT 1943 NACH THERESIENSTADT 1944 NACH AUSCHWITZ ERMORDET AM 6.1.1945 IN DACHAU   | Elišky Krásnohorské 133/11        | Ota Klein wurde am 22. Juli 1895 geboren. Am 8. Juli 1943 wurde er mit dem Transport Dh von Prag ins KZ Theresienstadt deportiert. Seine Transportnummer war die 332 von 486. Am 28. September 1944 wurde er mit dem Transport Ek nach Auschwitz deportiert. Seine Nummer auf dem Transport war die 2422 von 2500. Am 6. Januar 1945 wurde Ota Klein im KZ Dachau ermordet. |
|                                    | HIER WOHNTE BERTA KRUMPELESOVÁ GEB. 1859 DEPORTIERT 1942 ERMORDET 1942 IN THERESIENSTADT                                 | Břehová 202/4 ·                   | Berta Krumpelesová wurde am 28. Januar 1859 geboren. Ihr letzter Wohnsitz in Prag vor ihrer Deportation war die Břehová 4. Am 20. Juli 1942 wurde sie mit dem Transport AAs ins Ghetto Theresienstadt deportiert. Ihre Transportnummer war 420. Sie kam in Theresienstadt ums Leben. |
|                                    | HIER WOHNTE DR. GERTRUD LOEW GEB. 1912 DEPORTIERT 1943 NACH THERESIENSTADT ERMORDET 1944 IN AUSCHWITZ                    | Pařížská 131/28 ·                 | Dr. Gertrud Loew (geb. Hertzka) wurde am 19. Juni 1912 in Litoměřice geboren. Ihre Eltern waren Dr. Alfred Hertzka und Maria, geborene Abeles. Das Adressbuch von Litoměřice aus dem Jahr 1935 listet sie selbst (als Studentin) und ihren Vater (als Professor) mit der Adresse Richard-Wagner-Straße 1. Sie studierte Ökonomie und heiratete Hans Loew, einen Anwalt. Sie arbeitete dann beim Tschechoslowakischen Ministerium für Internationalen Handel. Das Paar hatte keine Kinder. Am 13. Juli 1943 wurde sie von Prag ins KZ Theresienstadt deportiert, am 6. September wurde sie von hier nach Auschwitz deportiert. Dr. Gertrud Loew und ihr Mann wurden hier 1944 ermordet. Ihr Vater war 1941 ins Ghetto Litzmannstadt deportiert worden, wo er vom Nazi-Regime 1942 zu Tode gebracht wurde. Das Schicksal ihrer Mutter ist unbekannt. Die Meldung an Yad Vashems Opferdatenbank erfolgte durch ihre Schwester, Elisabeth Schaffer geborene Hertzka, 2009. Sie überlebte den Holocaust und lebt in Berlin. Für den Vater der zwei Schwestern, Alfred Hertzka, wurde ebenfalls ein Stolperstein verlegt. Er befindet sich in Praha 3, Korunní 1961/109. |
|                                    | HIER WOHNTE DR. HANS LOEW GEB. 1908 DEPORTIERT 1943 NACH THERESIENSTADT ERMORDET 1944 IN AUSCHWITZ                       | Pařížská 131/28 ·                 | Dr. Hans Loew wurde 1912 in Prag geboren. Er war der Sohn von Georg und Paula Loew. Er studierte Jura und wurde Anwalt. Er heiratete Gertrud Hertzka, eine Ökonomin. Die Ehe blieb kinderlos. Dr. Hans Loew und seine Frau wurden in Auschwitz 1944 ermordet. Die Meldung an die Zentraldatenbank der Shoah-Opfer an Yad Vashem erfolgte durch seinen Onkel, Oto Raubichek, 1957. |
|                                    | HIER LEBTE ERVÍN PFEFFER GEB. 1909 DEPORTIERT 1942 NACH THERESIENSTADT 1944 NACH AUSCHWITZ ERMORDET 18.3.1945 IN DACHAU  | Břehová 202/4 ·                   | Ervín Pfeffer wurde am 28. Oktober 1909 in Prag geboren. Er war bei einer Bank angestellt und verheiratet mit Martha Pfeffer, geborene Kraus. Das Paar hatte zwei Kinder: Alena (geboren 1937) und Jiřina Pfeffer (geboren 1941). Am 23. Juli 1942 wurde Ervín Pfeffer zusammen mit seiner Frau und seinen zwei Töchtern mit dem Transport AAt (seine Nummer auf dem Transport war die 537) von Prag ins KZ Theresienstadt deportiert. Von dort wurde er am 1. Oktober 1944 mit dem Transport Em (seine Nummer auf dem Transport war die 913) nach Auschwitz deportiert. Von hier wurde er zu einem unbekannten Zeitpunkt nach Dachau deportiert und dort 1945 ermordet. Auch seine Frau und seine Kinder haben die Shoah nicht überlebt. |
|                                    | HIER LEBTE ALENA PFEFFEROVÁ GEB. 1937 DEPORTIERT 1942 NACH THERESIENSTADT 1944 NACH AUSCHWITZ ERMORDET                   | Břehová 202/4 ·                   | Alena Pfefferová wurde am 20. August 1937 in Prag geboren. Sie war die älteste Tochter von Ervín und Martha Pfeffer. Ihre Schwester Jiřina wurde 1941 geboren. Am 23. Juli 1942 wurde sie zusammen mit ihrer Schwester und ihren Eltern mit dem Transport AAt (ihre Nummer auf dem Transport war die 539) von Prag ins KZ Theresienstadt deportiert. Am 6. Oktober 1944 wurde sie zusammen mit ihrer Mutter und ihrer Schwester mit dem Transport Eo (ihre Nummer auf dem Transport war die 504) nach Auschwitz deportiert. Alena Pfefferová hat die Shoah nicht überlebt. Auch ihre Eltern und ihre jüngere Schwester wurden ermordet. |
|                                    | HIER LEBTE JIŘINA PFEFFEROVÁ GEB. 1941 DEPORTIERT 1942 NACH THERESIENSTADT 1944 NACH AUSCHWITZ ERMORDET                  | Břehová 202/4 ·                   | Jiřina Pfefferová wurde am 8. November 1941 in Prag geboren. Sie war die jüngste Tochter von Ervín und Martha Pfeffer. Ihre Schwester Alena wurde 1937 geboren. Am 23. Juli 1942 wurde sie zusammen mit ihrer Schwester und ihren Eltern mit dem Transport AAt (ihre Nummer auf dem Transport war die 540) von Prag ins KZ Theresienstadt deportiert. Am 6. Oktober 1944 wurde sie mit dem Transport Eo (ihre Nummer auf dem Transport war die 505) zusammen mit ihrer Mutter und ihrer Schwester nach Auschwitz deportiert. Alena Pfefferová hat die Shoah nicht überlebt. Auch ihre Eltern und ihre ältere Schwester wurden ermordet. |
|                                    | HIER LEBTE MARTA PFEFFEROVÁ GEB. 1909 DEPORTIERT 1942 NACH THERESIENSTADT 1944 NACH AUSCHWITZ ERMORDET                   | Břehová 202/4 ·                   | Marta Pfefferová (geb. Krausl) wurde am 28. Januar 1909 in Prag geboren. Sie war verheiratet mit Ervín Pfeffer, einem Bankangestellten. Das Paar hatte zwei Töchter: Alena (geboren 1937) und Jiřina Pfeffer (geboren 1941). Sie wurde am 23. Juli 1942 zusammen mit ihrem Mann und ihren zwei Töchtern mit dem Transport AAt (ihre Nummer auf dem Transport war die 538) ins KZ Theresienstadt deportiert. Am 6. Oktober 1944 wurde sie mit dem Transport Eo (ihre Nummer auf dem Transport war die 503) zusammen mit ihren Kindern nach Auschwitz deportiert. Marta Pfefferová hat die Shoah nicht überlebt. Auch ihr Ehemann und ihre Kinder wurden ermordet. |
|                                    | HIER WOHNTE EVA MIA POLLAKOVÁ GEB. 1924 DEPORTIERT 1941 NACH THERESIENSTADT ERMORDET 1944 IN AUSCHWITZ                   | 17. listopadu 207/6 ·             | Eva Mia Pollaková, eigentlich Eva Mia Krásová geborene Pollaková, wurde am 24. März 1924 in Wien geboren. Kurz vor ihrer Geburt waren ihre Eltern Karl Pollak und Vilma Pollaková nach Wien gezogen, wo ihr Vater Direktor einer Eisenwarenhandelsgesellschafft war. 1933 wurde die Ehe der Eltern geschieden. 1934 zog Vilma Pollaková mit ihren zwei Töchtern wieder nach Prag. Ihre erste Wohnung in Prag musste die Familie aber im Oktober 1939 verlassen, da die SS das Gebäude beschlagnahmte. Aus der zweiten wurde sie zusammen mit ihrer Mutter am 10. Dezember 1941 mit dem Transport L ins KZ Theresienstadt deportiert. Hier heiratete sie František Krása. Am 6. September 1943 wurde sie zusammen mit ihrem Mann mit dem Transport DM von Theresienstadt nach Auschwitz deportiert, hier kamen sie in das Familienlager. Das Familienlager wurde zwischen dem 8. und 9. März 1944 aufgelöst, die Menschen in Gaskammern ermordet. Es ist aber auch möglich, dass Eva Mia Krásová von hier ins Vernichtungslager Majdanek deportiert und dort 1944 ermordet wurde. Ihre Mutter starb durch eine Blutvergiftung am 1. Januar 1942 in Theresienstadt. Eva Krásas Ehemann wurde ebenfalls ermordet. |
|                                    | HIER WOHNTE VILMA POLLAKOVÁ GEB. ROUBÍČKOVÁ GEB. 1897 DEPORTIERT 1941 NACH THERESIENSTADT ERMORDET 1942 EBENDORT         | 17. listopadu 207/6 ·             | Vilma Pollaková (geb. Roubíčková) wurde am 24. oder 25. Dezember 1897 in Kolín geboren. Ihre Eltern waren Simon Roubíček und Klotylda (auch Chlotilde), geborene Kaufmannová. Sie war verheiratet mit Karl Pollak. Sie bekamen zwei Töchter: Hana (geboren am 5. Februar 1921) und Eva (geboren am 24. März 1924). 1924 zog die Familie von Prag nach Wien (sie lebten in der Seilerstätte 13), wo Karl Pollak Direktor einer Eisenhandelswarengesellschaft war. 1933 wurde die Ehe geschieden. 1934, wohl auf Grund des Juliputsches, bei dem die Sendeanlagen der Radio Verkehrs AG in der Johannesgasse besetzt wurden und es schließlich auch zu Kampfhandlungen kam (die Wohnung in der Seilerstätte befand sich in Sichtweite), zog Vilma Pollaková mit ihren zwei Töchtern wieder nach Prag. Karl Pollak starb im Sommer 1938 in der Schweiz. Im Oktober 1939 zog die Familie von Kaprova 12 in eine Wohnung in der Sanytrová 12 (heute 17. Listopadu). Diese Wohnung war eine „Judenwohnung“, in der auch eine weitere Familie (Otto Passer und Hedviga Passerová) mit ihnen lebte. In unmittelbarer Nachbarschaft befand sich die SS-Standortkommendantur, diese hatte das Gebäude der Fakultät für Rechtswissenschaften okkupiert (die Karls-Universität war 1939 geschlossen worden). Von dort wurde sie zusammen mit ihrer Tochter Eva am 10. Dezember 1941 mit dem Transport L (ihre Nummer auf dem Transport war die 292) ins KZ Theresienstadt deportiert. Am 1. Januar 1942 verstarb Vilma Pollaková dort auf Grund mangelnder Hygiene an einer Blutvergiftung.                         |
|                                    | HIER LEBTE EMIL ROUBÍČEK GEB. 1894 DEPORTIERT 1943 NACH THERESIENSTADT ERMORDET IN AUSCHWITZ                             | Pařížská 30 ·                     | Emil Roubíček wurde am 26. Januar 1894 geboren. Er war der sechste Sohn von Karl Roubíček (28. Mai 1857–1920) und Rosalie, geborene Deutsch (28. Mai 1861 in Kácov – 15. Dezember 1943 im KZ Auschwitz). Emil Roubíčeks Ehefrau war Helena Roubíčkova. Das Paar hatte einen Sohn: Vittislav. Am 8. Juli 1943 wurde er mit dem Transport DH von Prag ins KZ Theresienstadt deportiert. Seine Nummer auf dem Transport war die 397 von 486. Am 29. September 1944 wurde er mit dem Transport El nach Auschwitz deportiert. Seine Nummer auf diesem Transport war die 1335 von 1500. Er wurde in Auschwitz vom Nazi-Regime ermordet. Emil Roubíčeks Ehefrau Helena war Deutsche. Sie wurde nicht deportiert, weiteres ist nicht bekannt. Der einzige Sohn von Emil Roubíček und Helena überlebte die Shoah. |
|                                    | HIER WOHNTE ERICH SPALTER GEB. 1907 DEPORTIERT 1941 NACH THERESIENSTADT ERMORDET                                         | Bílkova 6/8 ·                     | Erich Spalter wurde am 10. Dezember 1907 geboren. Er war der Sohn von Oskar und Josefa Spalter. Er hatte zwei Schwestern und einen Bruder und war Anwalt. Ab Dezember 1939 durfte er nicht mehr als Anwalt arbeiten. Er arbeitete dann als Hilfsarbeiter in einer Fabrik. Seine letzte Adresse vor der Deportation war die Waldhauserova 8 (heute Bilkova 8). Am 30. Oktober 1941 wurde er mit dem Transport H von Prag ins KZ Theresienstadt deportiert. Seine Nummer auf dem Transport war die 465. In Theresienstadt musste er Unterkünfte vorbereiten. Am 1. April 1942 wurde er mit dem Transport Ag ins Ghetto Piaski deportiert. Seine Nummer auf dem Transport war die 71. Ende des Jahres 1942, bzw. Anfang des Jahres 1943 wurde das Ghetto mit Hilfe des Reserve-Polizei-Bataillon 101 aufgelöst. Die Bewohner wurden in Züge verladen und ins nahe gelegene Vernichtungslager Belzec deportiert. Auch Erich Spalter verlor sein Leben. |
|                                    | HIER LEBTE ŠTĚPÁN MICHAEL WINTERNITZ GEB. 1935 DEPORTIERT 1942 NACH THERESIENSTADT 1944 NACH AUSCHWITZ ERMORDET          | Pařížská 1075/5 ·                 | Štěpán Michael Winternitz wurde am 13. Oktober 1935 in Prag geboren. Er war der Sohn von Rudolf Winternitz (später Vihan, 1901–1984) und Lore Winternitzová. Seine letzte bekannte Adresse in Prague war die Norimberská 5. Am 20. November 1942 wurde er zusammen mit seiner Mutter mit dem Transport Cc ins KZ Theresienstadt deportiert. Seine Nummer auf dem Transport war die 49. Am 4. Oktober 1944 wurde er mit dem Transport En zusammen mit seiner Mutter nach Auschwitz deportiert. Seine Transportnummer war die 1473. Hier wurden Mutter und Sohn vom Nazi-Regime ermordet. |
|                                    | HIER LEBTE LORE WINTERNITZ GEB. 1904 DEPORTIERT 1942 NACH THERESIENSTADT 1944 NACH AUSCHWITZ ERMORDET                    | Pařížská 1075/5 ·                 | Lore Winternitzová (geb. Banasch) wurde am 17. Mai 1904 in Hannover geboren. Sie heiratete Rudolf Winternitz (1901–1984). Das Paar hatte einen Sohn: Štěpán Michael, der 1935 geboren wurde. Ihre letzte bekannte Adresse in Prag war die Norimberská 5. Am 20. November 1942 wurde sie zusammen mit ihrem Sohn mit dem Transport Cc ins KZ Theresienstadt deportiert. Ihre Transportnummer war die 48. Am 4. Oktober 1944 wurde sie mit dem Transport En zusammen mit ihrem Sohn nach Auschwitz deportiert. Ihre Transportnummer war die 1472 (von 1.500 deportierten Juden). Hier wurden Mutter und Sohn vom Nazi-Regime ermordet. |
|                                    | HIER LEBTE MIREK ŽÍŽALA GEB. 1938 DEPORTIERT 1942 NACH THERESIENSTADT ERMORDET 1943 IN AUSCHWITZ                         | Elišky Krásnohorské 11/4 ·        | Mirek Žížala wurde am 21. April 1938 geboren. Er war der Sohn von Šarlota Žížalová, geborene Freudenfeldová und der Enkel von Adéla Freudenfeldová. Šarlota Žížalová und ihr Sohn wurden am 2. Juli 1942 mit dem Transport AAl (seine Nummer auf dem Transport war die 199) ins KZ Theresienstadt und von hier am 23. Januar 1943 mit dem Transport Cr, Zug Da 103 (seine Nummer auf dem Transport war die 17) nach Auschwitz deportiert. Auch seine Großmutter und einige andere Verwandte wurden während der Shoah ermordet. |
|                                    | HIER LEBTE ŠARLOTA ŽÍŽALOVÁ GEB. FREUDENFELDOVÁ GEB. 1911 DEPORTIERT 1942 NACH THERESIENSTADT ERMORDET 1943 IN AUSCHWITZ | Elišky Krásnohorské 11/4 ·        | Šarlota Žížalová (geb. Freudenfeldová), auch Charlota genannt, wurde am 7. oder 17. Dezember 1911 in Mostar geboren. Sie war die Tochter von Sigmund Vítězslav Freudenfeld und Adéla, geborene Marmorstein. Sie hatte vier Brüder (Josef, Rudolf, Gustav und Emil) und zwei Schwestern (Margit und Elsa). 1929 kam sie mit einem Teil der Familie nach Prag, hier heiratete sie 1937 einen Polizeibeamten namens Žižala. Das Paar hatte einen Sohn, Mirek, geboren 1938. Auf Grund der NS-Verfolgung der Juden ab 1939 ließ sich Šarlota Mann 1939 von ihr scheiden. Šarlota Žížalová und ihr Sohn wurden am 2. Juli 1942 mit dem Transport AAl (ihre Nummer auf dem Transport war die 198) ins KZ Theresienstadt deportiert und von hier am 23. Januar 1943 mit dem Transport Cr, Zug Da 103 (ihre Nummer auf dem Transport war die 16) nach Auschwitz deportiert. Hier erkrankte ihr Sohn an einer Ohrenentzündung, wurde operiert und schließlich vor Šarlotas Augen erschossen, sie lief vor Trauer los und wurde auch erschossen. Šarlota Žížalová wurde nach dem Bericht eines überlebenden Cousins am 23. Januar 1943 ermordet. Ihre Mutter und mindestens drei ihrer Geschwister und einige andere Familienmitglieder wurden ebenfalls während der Shoah ermordet. |

## Gedenksteine
Die folgenden Gedenksteine stammen nicht von Gunter Demnig.
| Stolperstein | Übersetzung                                                                                               | Verlegeort    | Name, Leben |
| ------------ | --- | ------------- | --- |
|              | IN LIEBEVOLLER ERINNERUNG AN KAREL MAHLER GEBOREN 1920 BRUTAL ERMORDET VON DEN NAZIS IN AUSCHWITZ 1942    | Široká 55/8 · | Karel Mahler wurde am 25. September 1920 geboren. Er war der Sohn von Klara Mahlerová und Jindřich Mahler. Zuletzt lebte er in Charbuzice, einem Dorf im heutigen Královéhradecký kraj. Am 21. Dezember 1942 wurde er zusammen mit seiner Mutter mit dem Transport Ci unter der Nummer 214 von Hradec Králové ins KZ Theresienstadt deportiert. Von dort wurde er am 1. Februar 1943, wiederum zusammen mit seiner Mutter, mit dem Transport Cu, Zug 109, unter der Nummer 441 nach Auschwitz deportiert. Dort wurden Karel Mahler und seine Mutter ermordet. Das am Gedenkstein angegebene Todesjahr ist unrichtig. |
|              | IN LIEBEVOLLER ERINNERUNG AN KLARA MAHLEROVA GEBOREN 1883 BRUTAL ERMORDET VON DEN NAZIS IN AUSCHWITZ 1942 | Široká 55/8 · | Klara Mahlerová wurde als Klara Riemer am 9. April 1883 in Hradec Králové geboren. Ihre Eltern waren Carl Riemer und Fanny geb. Feig. Sie hatte vier Schwestern. Sie heiratete Jindřich Mahler. Das Paar hatte zwei Kinder: Sylvia (geboren 1912) und Karel (geboren 1920). Klaras Ehemann starb am 23. Dezember 1932. Klara hielt sich zuletzt mit ihrem Sohn im Dorf Charbuzice auf, das sich im heutigen Královéhradecký kraj befindet. Am 21. Dezember 1942 wurde sie zusammen mit ihrem Sohn aus Hradec Králové mit dem Transport Ci unter der Nummer 215 ins KZ Theresienstadt deportiert. Von dort wurde sie am 1. Februar 1943, wiederum zusammen mit ihrem Sohn, mit dem Transport Cu, Zug 109 unter der Nummer 44 nach Auschwitz deportiert. Klara Mahlerová und ihr Sohn wurden hier ermordet. Das am Gedenkstein angegebene Todesjahr ist unrichtig. Tochter Sylvia war mit Otto Adler verheiratet und Mutter einer Tochter. Sie überlebte. |

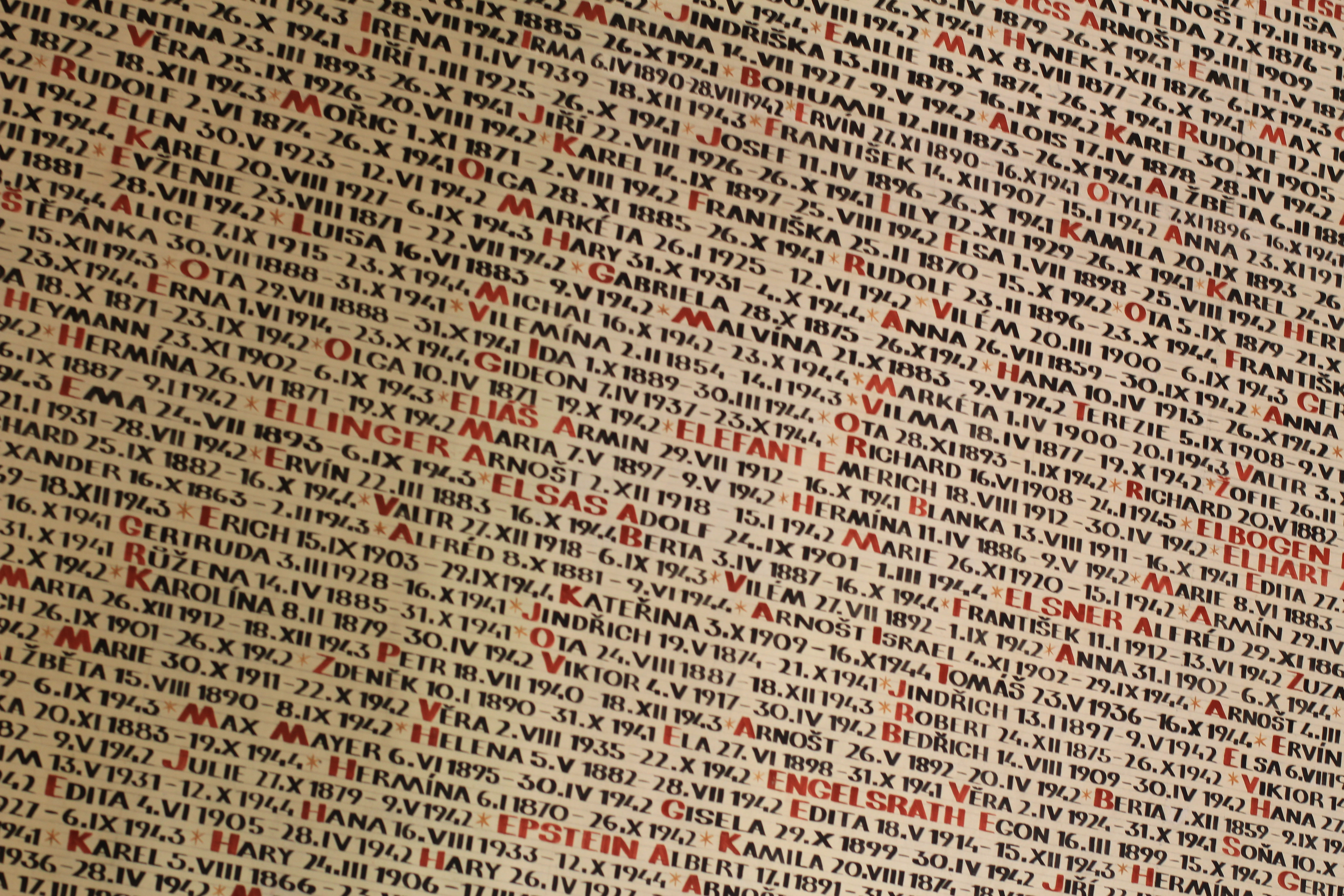
Namensliste der Holocaust-Opfer von Prag an der Wand der Pinkas-Synagoge

## Verlegedaten
Die Stolpersteine von Prag wurden an folgenden Tagen verlegt:
- 8. Oktober 2008: Jáchymova 63/3
- 7. November 2009: Maiselova 60/3
- 12. Juni 2010
- 13. Juli bis 15. Juli 2011
- 28. Oktober 2012
- 17. Juli 2013